# 神戸市立福田小学校
神戸市立福田小学校（こうべしりつ ふくだしょうがっこう）は、兵庫県神戸市垂水区乙木3丁目に所在する公立小学校。

## 沿革
- 1976年（昭和51年）4月1日 - 神戸市立高丸小学校・神戸市立名谷小学校より分離開校。

## 通学区域
神戸市垂水区
- 神戸市立福田中学校
  - 向陽1 - 3丁目、千鳥が丘1・2丁目、福田1 - 5丁目、名谷町[2]
- 神戸市立垂水東中学校
  - 乙木1 - 3丁目、東垂水3丁目、東垂水町(菅ノ口・流田)、美山台3丁目、山手8丁目

## 校区周辺
- 兵庫県立神戸聴覚特別支援学校

## 交通
- 山陽バス
  - 23・30系統「福田小学校前」より徒歩3分
  - 11・12・13系統「千鳥が丘下」より徒歩5分

## 通学区域が隣接している学校
- 神戸市立乙木小学校
- 神戸市立高丸小学校
- 神戸市立千鳥が丘小学校
- 神戸市立名谷小学校
- 神戸市立塩屋小学校